# Peć
 Ovo je glavno značenje pojma Peć. Za druga značenja pogledajte Peć (razdvojba).
Peć je uređaj za stvaranje topline i za postizanje visokih temperatura izgaranjem različitih vrsta goriva ili s pomoću električne energije. Peć se koristi ponajprije za zagrijavanje prostorija (grijanje) i u industrijske svrhe: za provedbu kemijskih reakcija, u preradbi ruda, za dobivanje i toplinsku obradu metala, u proizvodnji vapna, cementa, gipsa, dolomita, sintermagnezita, stakla, keramike, opeke, gume, polimernih materijala, u spaljivanju otpada i drugdje.

## Povijest
Najstariji oblik grijanja drvima jest otvoreno ložište, smješteno na prikladnoj podlozi u sredini prostorije s otvorom u stropu. Tu se toplina prenaša pretežno toplinskim zračenjem od plamena i žara. Nedostatak je tog loženja zadimljenost cijele prostorije. Taj način zagrijavanja prostorija usavršava se prelaženjem na grijanje pomoću drvenog ugljena smještenog u posebne metalne zdjele. Drveni ugljen, koji se izvan prostorije užario, naslaže se u tankom sloju na zdjele (pladnjeve), gdje izgara polako pri neznatnom dovodu zraka s niskom temperaturom izgaranja. Već su stari Grci upotrebljavali grijanje drvenim ugljenom, koje se proširilo u šumovitim krajevima u većini južnih naroda sve do Azije. Te zdjele za grijanje imaju različite nazive, tako na primjer u Španjolskoj brazero, u Italiji scaldino, u srednjoj Aziji mangal. 
Nedostatak grijanja s otvorenim ložištem ublažio se najprije smještajem ložišta pored zida, te njegovim obzidavanjem u obliku kamina i zidanjem dimnjaka za odvod dima. Tokom vremena taj se način grijanja sve više usavršava gradnjom posebnih zidanih peći s kamenim, odnosno keramičkim pločicama, koje su još i danas u upotrebi (kaljeva peć). Već u 17. stoljeću upotrebljavaju se za grijanje prostorije željezne peći ložene ugljenom. Peći se stalno dalje razvijaju i usavršavaju korisnijim oblikovanjem, boljim odavanjem topline i regulacijom temperature. 
Znatne prednosti pružaju usavršene peći za loženje uljem (uljna peć) i plinom (plinska peć), te se njihova upotreba u novije vrijeme veoma proširila.

### Centralno grijanje
Kao prvo centralno grijanje može se smatrati hipokaust, antički uređaj za grijanje. Ispod prostorija, koje su se trebale grijati, bio je posebni podrum, takozvani hipokaust sa stupovima (lat. pilae) visokim 740 mm od opeke ili glinenih cijevi. Na stupovima su bile postavljene ploče od opeke koje su nosile od 150 do 200 mm debeli strop. Ložište je bilo postavljeno pored zgrade. Gorivo je bilo drvo ili drveni ugljen. Vrući dimni plinovi strujali su između stupova hipokausta i odvodili se kroz otvore u zidovima. Kad su stupovi, a djelomično i strop bili dovoljno zagrijani, obustavilo se loženje, zatvarali su se otvori za odvod dima, a otvarali otvori u podu ili u zidovima prostorije. Tada se dovodio u prostoriju svježi vanjski zrak, koji se zagrijao pri prolazu pored usijanih stupova hipokausta.  

### Grijanje parom
Grijanje parom potječe iz Engleske (1745.). Prvo se upotrebljavala odušna vodena para s tlakom oko 2 bara. Grijači su bili u obliku cijevnih okvira ili rebrastih cijevi. Kasnije se posebno proizvodila niskotlačna para od 1,1 do 1,3 bara u posebnim kotlovima od lijevanog željeza (1870.), a grijači su sastavljeni od članaka iz lijevanog željeza, takozvani radijatori. 

### Grijanje toplom vodom
Grijanje toplom vodom izumio je Francuz Bonnemain već 1777., ali dalji razvoj i proširenje upotrebe ovog sustava slijedi tek poslije 1850. Grijanje vrelom vodom iznad 100 °C izumio je Englez Loftus Perkins. To je bio zatvoreni cijevni sustav posebne izvedbe za visoki tlak do 200 bara. Upotrebljavao se uglavnom u industriji. U novije vrijeme upotrebljava se tlačna vrela voda za daljinsko grijanje gradskih četvrti s temperaturama vode najviše oko 150 do 180 °C i s tlakovima oko 10 bara.

### Električne peći
Prve pokusne električne peći pojavile su se s prvim primjenama električne struje. Grijači otpornik prvi je patentirao Amerikanac G. B. Simson 1861., ali tek izum dinama osigurao je dovoljno električne energije za električne peći. Svojom su konstrukcijom električne peći krajem 19. stoljeća bile jako slične današnjim žarnim pećima. U početku se za izradu grijača upotrebljavala željezna žica, a tek kasnije su željezo zamijenile različite otpornije legure, na primjer krom-nikal. Radna temperatura prvih peći bila je prilično niska, oko 200 °C. Među prve objekte koji su se grijali potpuno električki idu električni vlakovi. Do Drugog svjetskog rata smatralo se da je električno grijanje prostorija prikladno samo kao dodatno, iako je već dvadesetih godina 20. stoljeća, kad se elektrifikacija raširila, bilo pokušaja s termoakumulacijskim pećima, pa čak i s električnim otpornim, lučnim i induktivnim grijanjem vode centralnog grijanja koristeći jeftiniju noćnu tarifu električne energije. Tek poslije Drugog svjetskog rata počelo se ponegdje upotrebljavati električno grijanje kao glavno i jedino.

## Peći za grijanje

### Kamini
Kamini su najstarije peći za grijanje s otvorenim ložištem. Zagrijavanje prostorije nastaje pretežno zračenjem topline. Stupanj iskoristivosti ovog grijanja jest svega od 10 do 15%, jer se najveći dio topline odvodi s dimnim plinovima kroz dimnjak. Grijanjem kaminom postizava se dobro provjetravanje, ali nedovoljno zagrijavanje prostorije. Kamini se danas rijetko upotrebljavaju, i to samo kao dodatno grijanje, a ponekad radi ukrasa (dekoracije).

### Peći s velikom akumulacijom topline ili kaljeve peći
Kaljeve peći se grade od posebnih keramičkih pločica i šamotnih opeka (odnosno ploča) u oblicima koji su prilagođeni različitim uvjetima i zahtjevima. Značajka je ovih peći da su stvaranje topline i odavanje topline vremenski pomaknuti. Dnevno se jedanput ili dva puta naloži ložište gorivom, koje će razmjerno u kratkom vremenu izgorjeti. Pri tome će se oslobođena toplina izgaranja upija (akumulirati) u zidovima peći. S povišenjem površinske temperature peći počinje postepeno odavanje topline zraku prostorije. Trajanja odavanja topline ovisi o debljini akumulacijske mase i veličini vanjske površine peći. Zbog velike mase koja sudjeluje pri izmjeni topline nije moguće s ovim pećima brzo ugrijati prostoriju, a niti su podesne za brzu regulaciju odavanja topline.

### Peći s malom akumulacijom topline
Željezna peć je peć s plaštem od lijevanog željeza ili čeličnog lima koja je s unutarnje strane obložena šamotom kako bi se zaštitila od prekomjernog zagrijavanja. Regulacija emisije topline u željeznim pećima postiže se reguliranjem dovoda zraka u ložište, čime se pospješuje ili usporava izgaranje goriva. Željezne su peći prikladne kako za kratkotrajni tako i za trajni pogon. Željezne se peći stalno usavršavaju. Nova nastojanja teže za što višim iskorištenjem topline dimnih plinova, i to različitim načinom njihovog vođenja.

### Peći za loženje plinom
Plinska peć ima prednosti grijanja prostorija plinom, prema grijanju s čvrstim gorivima, a one su sljedeće: posluživanje je jednostavno, brzo ugrijavanje i čisti pogon, otpada doprema goriva i odstranjivanje pepela, regulacija temperature može biti automatska prema vanjskoj temperaturi, te mogućnost točnog određivanja potroška plina pomoću plinomjera. Nedostaci su takvog grijanja: visoki pogonski troškovi, opasnost trovanja kad su naprave neispravne i ponekad poteškoće pri gradnji odvodnih kanala za plinove izgaranja.

### Peći na loživo ulje
Uljna peć se loži lakim loživim uljem (mazut). Iz spremnika (rezervoara) teče ulje slobodnim padom do nivo-posude s plovkom, gdje se održava stalna (konstantna) razina ulja. Odatle ulje struji kroz regulacijski ventil u komoru za izgaranje. Nakon paljenja, zbog djelovanja topline plamena, ulje ispari, miješa se sa zrakom, koji se dovodi kroz otvore u posudu gorionika, te izgara. Nastali plinovi izgaranja prolaze kroz komoru gorionika oko izmjenjivača topline ili izravno uz vanjski plašt peći u odvodni vod plina i u dimnjak. Ugrijane površine predaju toplinu zraku prostorije pretežno konvekcijom (strujanjem), a samo djelomice toplinskim zračenjem.

#### Električni uređaji za grijanje
Električna peć ili električna grijalica je uređaj i industrijsko elektrotoplinsko postrojenje u kojem se električna energija pretvara u toplinsku energiju, a toplina se iskorištava za dobivanje metala, njihovu toplinsku i termokemijsku obradu te općenito za pečenje, zagrijavanje ili sušenje, i to u industriji, ugostiteljstvu i kućanstvu.

## Industrijske peći
Industrijske peći razlikuju se na temelju više pokazatelja: 
- prema industrijskoj grani u kojoj se koriste (na primjer metalurške peći, peći za keramiku, za taljenje stakla);
- prema industrijskom postupku (peći za zagrijavanje, taljenje, žarenje, prženje, sinteriranje, sušenje);
- prema odvijanju procesa (s isprekidanim ili nekontinuiranim radom, kao što su komorne peći, ili s kontinuiranim radom, kao što su rotacijske peći);
- s obzirom na izvor energije za zagrijavanje razlikuju se peći koje koriste goriva (čvrsta, tekuća ili plinovita) ili električnu energiju. Među električnim pećima važne su otporne, elektrolučne i elektroindukcijske peći (električna peć), a zagrijavanje je moguće i elektronskim snopom, plazmom i laserskim zrakama;
- u pećima koje koriste goriva zagrijavanje može biti izravno, kada je materijal za obradu u peći (sirovine ili međuproizvodi) u izravnom dodiru s gorivom, odnosno s plinovima izgaranja, ili neizravno, posredstvom dodirne stijenke. Neizravan način omogućuje da se zagrijavanje po potrebi provodi i u inertnoj atmosferi ili uz smanjeni tlak.
- industrijske se peći mogu podijeliti ovisno o tome kreće li se materijal tijekom zagrijavanja kroz njih (protočne peći) ili u njima miruje, a posebna su vrsta peći one za kemijske reakcije u fluidiziranom sloju.

### Peći s pokretnim materijalom
Peći s pokretnim materijalom su:
- rotacijske ili okretne peći u procesnoj se industriji najčešće primjenjuju jer su pogodne za mnoge vrste sirovinskih materijala i goriva. Peć se sastoji od vrlo dugačke cijevi promjera od 1 do 8 metara. Duljina nekih peći iznosila je i do 200 metara, ali se u novije doba na ulazu u peć ugrađuju izmjenjivači topline, pa su današnje rotacijske peći znatno kraće. Plašt peći uležišten je preko dvaju ili više okretnih prstena oslonjenih na valjke pod kutom od 2° do 8°, pa se materijal neprestano valja kroz cijev u protustruji plinova izgaranja. Služe za pečenje, sinteriranje i prženje finozrnatih i brašnastih tvari, ponajprije u proizvodnji cementa;
- jamske peći (peći s trupom, šahtne peći) imaju oblik okomite jame, a služe za taljenje ili pečenje velikih količina materijala u krupnim grudama. Materijal lagano propada vlastitom težinom ususret plamenoj zoni i plinovima izgaranja prema ispustu na dnu. Ovamo se ubrajaju peći za dobivanje sirovoga željeza (visoka peć) i nekih neželjeznih metala, kupolne peći za taljenje lijevanoga željeza, peći za prženje vapna, dolomita i sintermagnezita;
- tunelske peći služe uglavnom za pečenje keramike i porculana. Kolica s materijalom polako prolaze kroz tunel duljine od 65 do 80 metara, u kojem vlada određeni raspored temperatura, tlakova i ostalih uvjeta, tako da se materijal provodi kroz utvrđeni režim pečenja. Peći se lože ugljenom, plinom ili zagrijavaju električno, a brzina pečenja regulira se brzinom prolaženja kolica;
- Kadne peći za kontinuirano taljenje stakla vrsta su plamenih regenerativnih peći. Staklena se masa ubacuje s jedne strane velike kade i zagrijava zračenjem plamena gorućih plinova i ugrijanoga svoda peći. Putujući do druge strane, masa se rastali, očisti i ohladi na temperaturu prikladnu za daljnju preradbu;
- etažne peći zatvoreni su sklopovi od više kružnih ognjišta ili etaža (promjer od 2 do 8 metara) smještenih u okomitom nizu. Materijal se na jednoj etaži prevrće grabljama i giba od oboda prema sredini, a na sljedećoj od sredine prema obodu i pritom pada na nižu etažu. Peći služe za prženje ruda, a za zagrijavanje iskorištavaju reakcijsku toplinu ili plinove izgaranja.

### Peći s nepokretnim materijalom
Peći s nepokretnim materijalom su: 
- plamene peći sadrže nepokretni materijal koji se u njima može nalaziti u izravnom dodiru s plamenim plinovima, i to smješten na ravnoj ili udubljenoj plohi (Siemens-Martinova peć za proizvodnju čelika, peći u proizvodnji bakra, nikla i kositra), ili u loncima za taljenje (za manje količine specijalnih stakala);
- mufolne peći zagrijavaju se plinovima izgaranja neizravno, kada materijal treba biti u čistoj ili posebnoj atmosferi, na primjer pri destilaciji metala ili u proizvodnji malih količina proizvoda posebnih svojstava (fina keramika i slično);
- u komorne peći ubrajaju se ponajprije kovačke peći koje služe pri izradbi velikih strojnih dijelova, valjaoničke peći za zagrijavanje ingota prije valjanja te okrugle peći kakve se na primjer primjer za pečenje porculana, a sastoje se obično od dviju komora; u gornjoj, s nižom temperaturom, peče se obični porculan, a u donjoj se, pri višoj temperaturi, peče porculan s glazurom;
- zagrjevne peći koriste se za obradu metala u čvrstom stanju. U njih se blokovi ili kontinuirano lijevani poluproizvodi mogu ulagati u hladnom ili u vrućem stanju. Pri vrućem ulaganju valjaonička se postrojenja nastavljaju izravno na postrojenja za kontinuirano lijevanje. Pritom se koristi zaostala toplina iz prijašnjega procesa i uložak se samo dogrijava do temperature potrebne za valjanje;
- peći s putujućom vatrom nastaju spajanjem više peći, radi što boljeg iskorištenja topline, tako da je samo jedna peć pod punom vatrom, a plinovi izgaranja prolaze kroz sljedeće peći, u kojima zagrijavaju materijal. Kada je materijal u komori pod vatrom ispečen, prebaci se vatra u sljedeću komoru (na primjer kružne peći za pečenje keramičkih opeka).

## Vanjske poveznice
|  | Zajednički poslužitelj ima još gradiva o temi Peć |